# オロキエタ
オロキエタ（Oroquieta）は、フィリピン南部ミンダナオ島の西部、サンボアンガ半島の付け根にあるミサミス・オクシデンタル州の都市。同州の州都でもある。東はイリガン湾に面している。西は山岳地帯であり、東の海岸部からは傾斜をなしている。2000年の国勢調査では人口は59,843人、世帯数は12,417世帯。バランガイ数は47。

## 歴史
オロキエタの語源は、スペイン語で「金」を意味する「Oro」と、「見つかった」を意味する「Quieta」からなる。
オロキエタは第二次世界大戦の一時期、フィリピンの臨時首都だったことがある。フィリピン・コモンウェルス大統領マニュエル・ケソンは、マニラを脱出しオーストラリア経由でアメリカ合衆国へ向かう途中、まだ市ではなく町だったオロキエタに到着し、ここで亡命政府を樹立した。その後、彼はコモンウェルスの閣僚たちとアメリカ極東陸軍（U.S. Army Forces Far East）の潜水艦でオーストラリアに向かった。日本の降伏とフィリピン共和国の独立後、政府はオロキエタを戦時に果たした役割から市へ昇格させた。